# St. Ägidius (Malching)

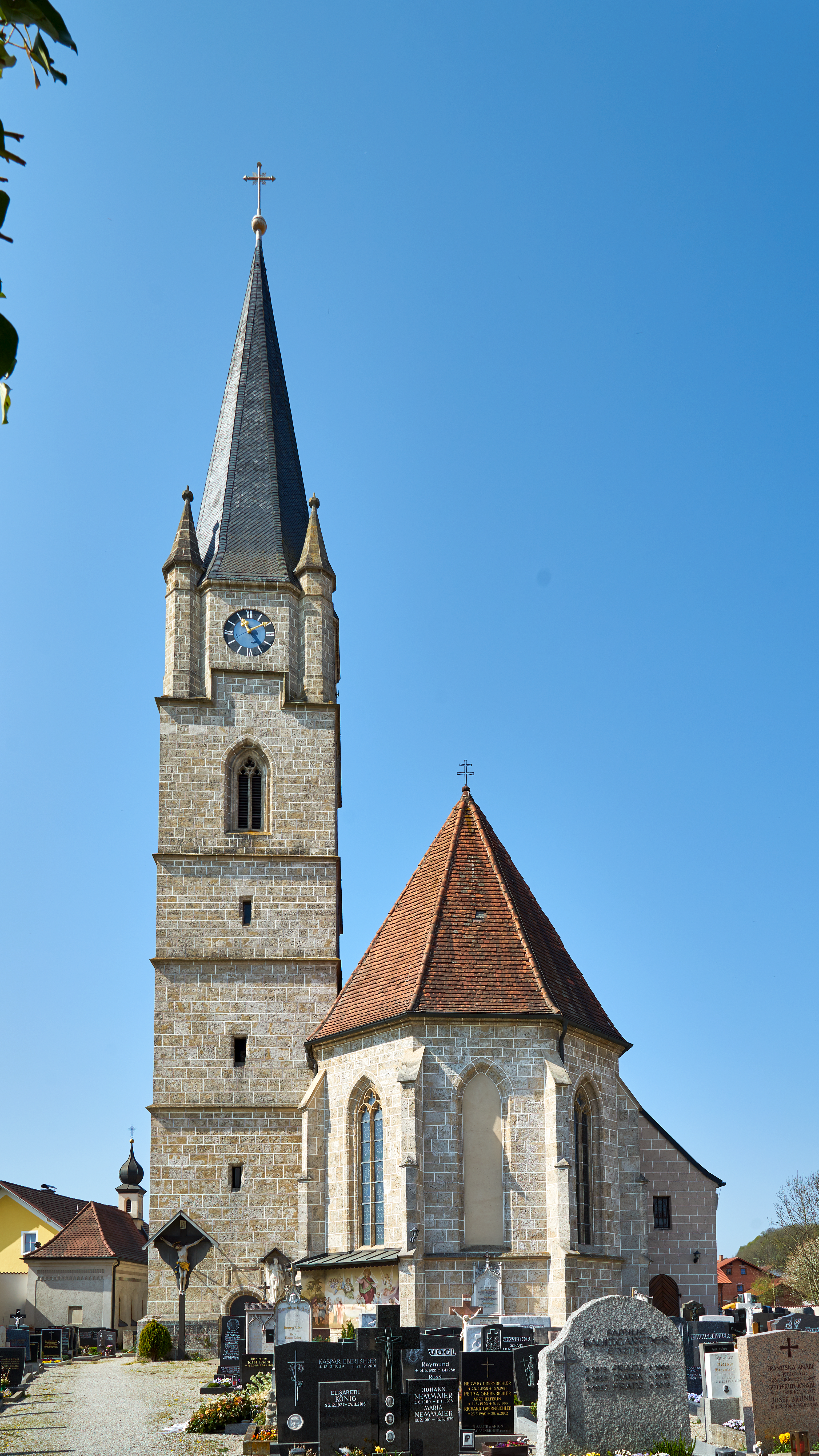
St. Ägidius (Malching)

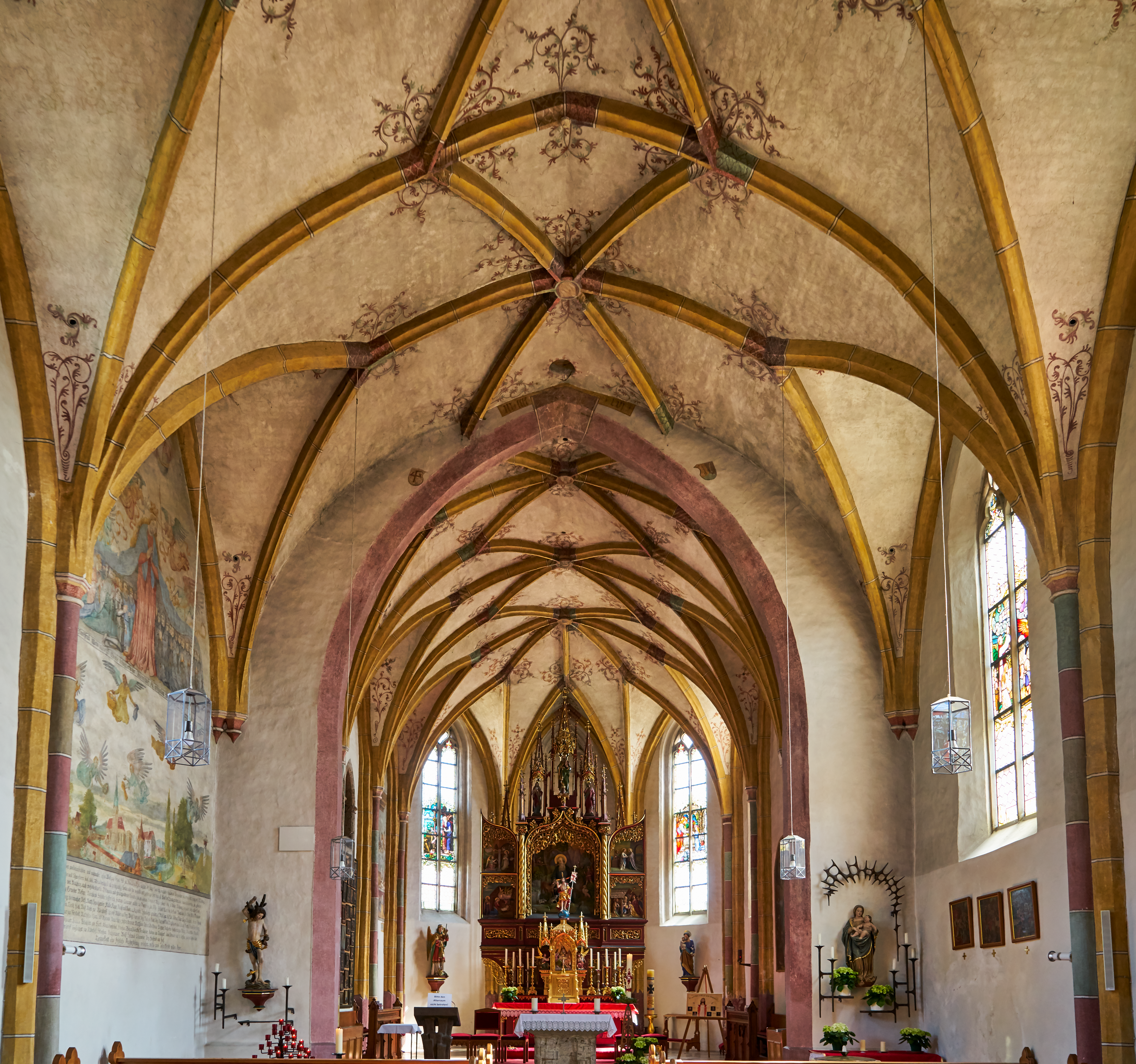
Innenansicht zum Chor

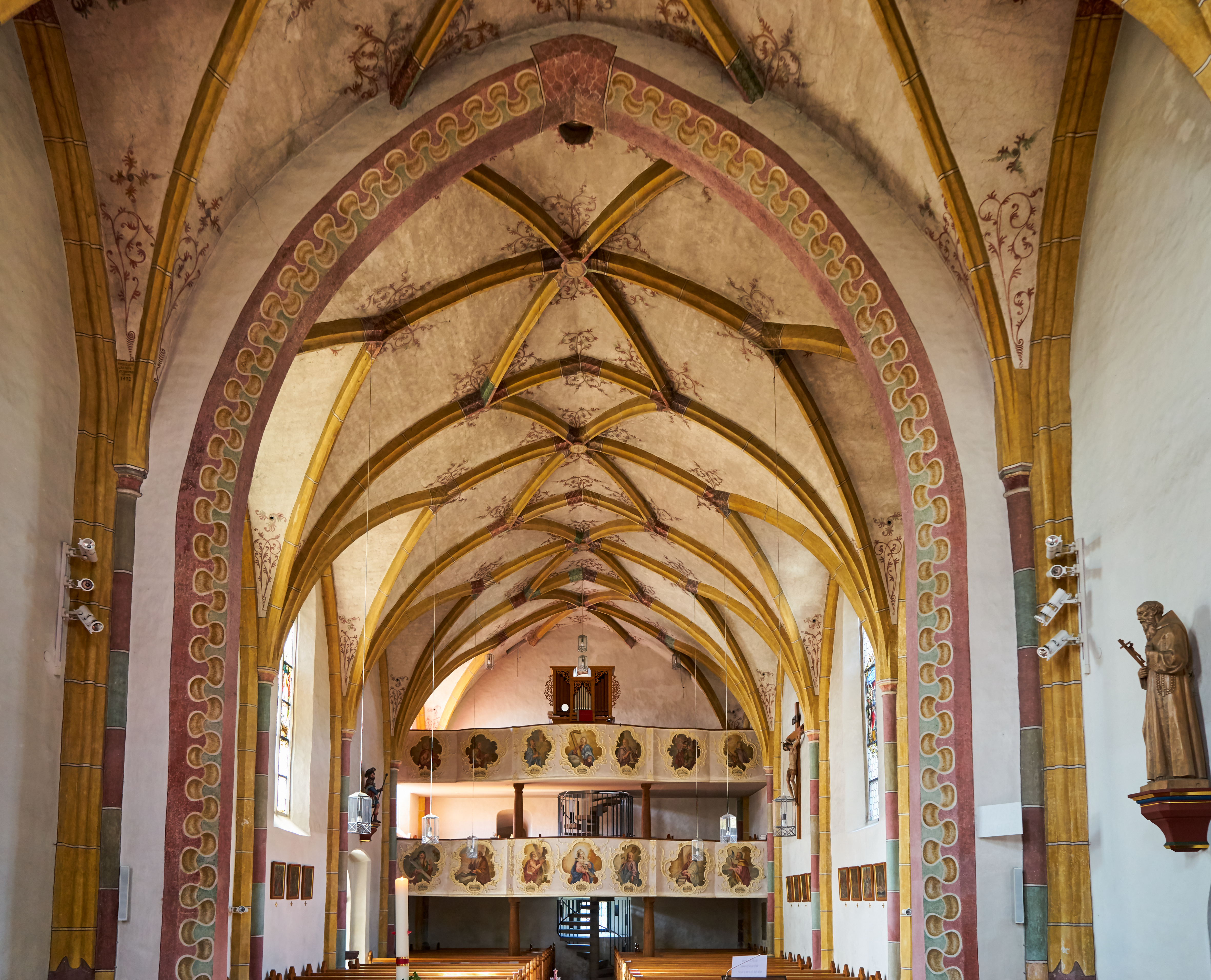
Blick zur Empore

Die römisch-katholische Pfarrkirche St. Ägidius ist eine spätgotische Saalkirche in Malching im niederbayerischen Landkreis Passau. Sie gehört zum Pfarrverband Rotthalmünster im Dekanat Pocking des Bistums Passau. Die denkmalgeschützte Kirche ist mit der Aktennummer D-2-75-132-3 ein Baudenkmal. Die Anlage wird auch als Bodendenkmal unter der Aktennummer D-2-7645-0156 im Bayernatlas als „Mittelalterlicher Vorgängerbau und untertägige Teile der Kath. Pfarrkirche St. Aegidius in Malching sowie der Kath. Friedhofskapelle St. Salvator und der ehem. Friedhofsbefestigung“ geführt.

## Geschichte und Architektur
Die spätgotische Kirche wurde nach einer westlich am Chorbogen aufgemalten Jahreszahl mit daneben befindlichem Meisterschild im Jahr 1456 erbaut. Der Turmabschluss wurde in den Jahren 1884/1885 erbaut. Das Innere wurde 1972, das Äußere 1984 renoviert.
Das äußere Mauerwerk ist aus Tuffsteinquadern sorgfältig gefügt und wird durch einen umlaufenden Sockel und das Kaffgesims gegliedert. Die Mittelteile der Strebepfeiler sind übereck gestellt. 
Das Innere wird von den zweibahnigen Fenstern mit ursprünglichem Maßwerk erhellt. Der südlich am Chor angebaute Turm trägt ein neugotisches fünftes Stockwerk mit einem Spitzhelm zwischen Ecktürmchen.
Das überraschend geräumige Innere ist für die Region relativ steil proportioniert. Das vierjochige Schiff ist mit einem kaum eingezogenen, zweijochigen Chor mit Fünfachtelschluss verbunden. Im Schiff gliedern kräftig gefaste Schildbogenstellungen mit vorgelegten Halbrunddiensten die Wand, im Chor sind die Schildbogenstellungen mit Kehle und Stab profiliert. Im Schiff ist ein Spitztonnengewölbe mit einfach figurierten Netzrippen und Scheitelrauten eingezogen. Das Chorgewölbe ist dem Schiffgewölbe sehr ähnlich, allerdings werden die Scheitelrauten dort nicht wie im Schiff von den Gurtrippen gekreuzt. Die Farbfassung des raumgliedernden Gerüsts wurde 1972 renoviert. Die Rippenkreuzungen sind marmoriert und mit feinem Rankenwerk verziert. Auf der Ostseite des Chorbogens ist ein Rüschenband aufgemalt.
Die doppelstöckige Westempore mit geschweiften Brüstungen wurde in den Jahren 1773 und danach eingebaut. In Stuckkartuschen sind Bilder der Apostel in Halbfigur mit Maria als Apostelkönigin und Christus als Salvator mundi in der Mitte angeordnet.
Ein stark übermaltes, auf 1603 datiertes Fresko im Schiff zeigt die Schutzmantelmadonna über dem Dorf Malching. Die Kirche ist dort noch mit dem einfachen gotischen Turmabschluss inmitten der Kirchhofbefestigung dargestellt.

## Ausstattung
Der neugotische Hochaltar aus dem Jahr 1903 ist mit den Namen der Künstler Sebastian Höfele und Xaver Zattler signiert. Von Sebastian Höfele aus Pfarrkirchen stammt wahrscheinlich die Schnitzarbeit, von Franz Xaver Zattler aus Wurmannsquick die Fassung. Der Taufstein aus Kalkstein stammt aus der Mitte des 15. Jahrhunderts und ist mit Maßwerkblenden und -fries am halbkugelförmigen Becken versehen. Eine Schnitzfigur des heiligen Sebastian stammt aus der Zeit um 1480. Ein frühbarockes Kruzifix zeigt die freigelegte Originalfassung. An der Chornordseite sind zahlreiche Votivbilder der ehemaligen Wallfahrt zum „Wies-Heiland“ und zur „Mutter von der Schönen Liebe“ angebracht. Für die Kirchenmusik steht eine elektronische Orgel zur Verfügung.
Vier Bronzeglocken bilden das Geläut. Drei Glocken mit den Schlagtönen f1, g1 und b1 stammen aus den Jahren 1949/1950, eine Glocke mit dem Schlagton es3 aus dem Jahr 1748.

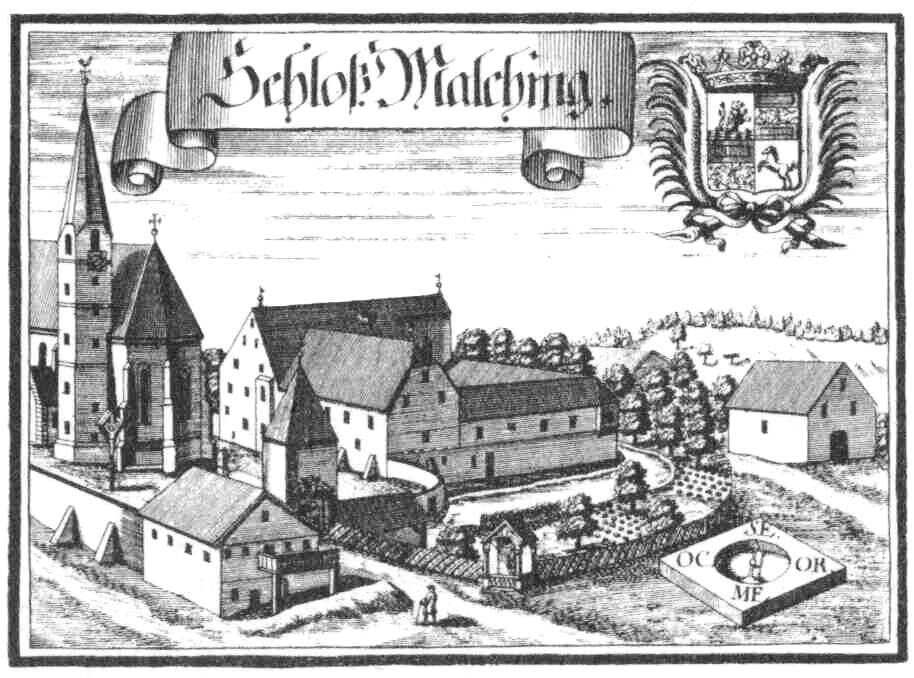
Wehrkirche und Schloss Malching nach einem Stich von Michael Wening (1726)

## Wehrkirche Malching
Die Kirche bildete mit dem abgegangenen Schloss Malching eine gemeinsame Wehranlage. Den Friedhof umgab ursprünglich eine hohe Ringmauer, die mit Schlüsselscharten und einem Wehrgang versehen war. In diese war auch ein Turm integriert.